# 滝頭 (横浜市)
滝頭（たきがしら）は、横浜市磯子区の町名。現行行政地名は滝頭一丁目から滝頭三丁目。住居表示実施済み区域。

## 地理
磯子区北部、下末吉台地の南端の堀割川右岸に位置し、東西に長い形をしている。町域西部が一丁目、中部が二丁目、国道16号と堀割川に面する東部が三丁目となっている。北は丸山、東は堀割川を挟み馬場町・坂下町・下町、南は中浜町・広地町・岡村、東は南区蒔田町・堀ノ内町に接する。一丁目には1999年に旧万治病院跡に開設された横浜市立脳卒中・神経脊椎センターが置かれているほか、2015年までは1968年に設置された横浜市衛生研究所、1976年に設置された横浜市環境科学研究所（旧・横浜市公害研究所）がそれぞれ置かれていた。三丁目には横浜市営バス滝頭営業所と、隣接して横浜市電保存館が設置されている。

### 面積
面積は以下の通りである。
| 丁目       | 面積（km²） |
| ---------- | ----------- |
| 滝頭一丁目 | 0.187       |
| 滝頭二丁目 | 0.091       |
| 滝頭三丁目 | 0.112       |
| 計         | 0.390       |

### 地価
住宅地の地価は、2025年（令和7年）1月1日の公示地価によれば、滝頭1-8-7の地点で17万2000円/m²となっている。

## 歴史
鎌倉時代から室町時代にかけての、平子氏の玄蕃屋敷跡の伝承が残る。かつての久良岐郡禅馬村であり、のちに滝頭村・岡村・磯子村に分村した。
江戸時代より滝頭村となり、『新編武蔵風土記稿』によると江戸日本橋から10里、東西6町余・南北17町、家屋48軒とある。石高は、天保郷帳によると221石余り。1868年に神奈川県設置により、同県に所属。1870年より、中村川と根岸湾を結ぶ運河である堀割川の造成が行われ、発生した土砂は吉田新田の埋め立てだけでなく、同川河口の波止場建設にも用いられた。1877年ごろには西洋野菜の名産地となる。

### 地名の由来
地名は、村内にあった塚（滝頭塚）の名前から採られた。

### 沿革
- 1889年（明治22年） - 森・森中原・杉田の各村と合併、屏風浦村大字滝頭となる[11]。
- 1911年（明治44年）4月1日 - 横浜市に編入され、横浜市滝頭町となった[11]。
- 1912年 - 横浜市電が八幡橋まで開通。
- 1927年（昭和2年）10月1日 - 区制施行で磯子区誕生。磯子区滝頭町となる。同時に鶴見区・神奈川区・中区・保土ケ谷区が発足し、市内５区となる[12]。
- 1929年（昭和4年）5月、イギリス人技師プリントンの設計により東洋一と言われる清掃工場が建設され[13]、保土ケ谷区に新設された処理場が稼働する1942年まで使用された。
- 1930年（昭和5年）7月1日 - 埋立地を編入[14]。
- 1933年（昭和8年）4月1日 - 滝頭町の一部が、原町および芝生町となる[6][15]。
- 1965年（昭和40年）1月1日 - 住居表示を実施し、滝頭町の一部から滝頭一丁目、滝頭二丁目、滝頭三丁目を新設し、残部を岡村町、丸山一丁目、丸山二丁目、広地町、中浜町、久木町、磯子一丁目へ編入し、滝頭町を廃止する[16]。
- 1972年3月31日 - 横浜市電が全廃[17]。
- 1973年8月25日 - 横浜市電保存館が開館[17]。

※かつての滝頭町は、北は現・丸山一丁目、南は現・磯子一丁目の広い領域だった。

### 町名の変遷
| 実施後     | 実施年月日               | 実施前（各町名ともその一部）                               |
| ---------- | ------------------------ | ---------------------------------------------------------- |
| 滝頭一丁目 | 1965年（昭和40年）1月1日 | 滝頭町、丸山町、岡村町（各一部）                           |
| 滝頭二丁目 | 1965年（昭和40年）1月1日 | 滝頭町、岡村町、磯子町（各一部）                           |
| 滝頭三丁目 | 1965年（昭和40年）1月1日 | 滝頭町、丸山町、西根岸坂下町、西根岸馬場町、原町（各一部） |

## 世帯数と人口
2025年（令和7年）6月30日現在（横浜市発表）の世帯数と人口は以下の通りである。
| 丁目       | 世帯数    | 人口    |
| ---------- | --------- | ------- |
| 滝頭一丁目 | 1,269世帯 | 2,582人 |
| 滝頭二丁目 | 741世帯   | 1,447人 |
| 滝頭三丁目 | 727世帯   | 1,193人 |
| 計         | 2,737世帯 | 5,222人 |

### 人口の変遷
国勢調査による人口の推移。
| 年                 | 人口  |
| ------------------ | ----- |
| 1995年（平成7年）  | 6,094 |
| 2000年（平成12年） | 5,856 |
| 2005年（平成17年） | 5,488 |
| 2010年（平成22年） | 5,341 |
| 2015年（平成27年） | 5,307 |
| 2020年（令和2年）  | 5,366 |

### 世帯数の変遷
国勢調査による世帯数の推移。
| 年                 | 世帯数 |
| ------------------ | ------ |
| 1995年（平成7年）  | 2,254  |
| 2000年（平成12年） | 2,261  |
| 2005年（平成17年） | 2,209  |
| 2010年（平成22年） | 2,209  |
| 2015年（平成27年） | 2,254  |
| 2020年（令和2年）  | 2,428  |

## 学区
市立小・中学校に通う場合、学区は以下の通りとなる（2024年11月時点）。
| 丁目       | 番地                    | 小学校             | 中学校             |
| ---------- | ----------------------- | ------------------ | ------------------ |
| 滝頭一丁目 | 6番7〜20号              | 横浜市立岡村小学校 | 横浜市立岡村中学校 |
| 滝頭一丁目 | 1〜6番6号 6番21号〜10番 | 横浜市立滝頭小学校 | 横浜市立岡村中学校 |
| 滝頭二丁目 | 全域                    | 横浜市立滝頭小学校 | 横浜市立岡村中学校 |
| 滝頭三丁目 | 全域                    | 横浜市立滝頭小学校 | 横浜市立岡村中学校 |

## 事業所
2021年（令和3年）現在の経済センサス調査による事業所数と従業員数は以下の通りである。
| 丁目       | 事業所数 | 従業員数 |
| ---------- | -------- | -------- |
| 滝頭一丁目 | 23事業所 | 827人    |
| 滝頭二丁目 | 41事業所 | 511人    |
| 滝頭三丁目 | 32事業所 | 374人    |
| 計         | 96事業所 | 1,712人  |

### 事業者数の変遷
経済センサスによる事業所数の推移。
| 年                 | 事業者数 |
| ------------------ | -------- |
| 2016年（平成28年） | 102      |
| 2021年（令和3年）  | 96       |

### 従業員数の変遷
経済センサスによる従業員数の推移。
| 年                 | 従業員数 |
| ------------------ | -------- |
| 2016年（平成28年） | 872      |
| 2021年（令和3年）  | 1,712    |

## 交通
かつて横浜市電の滝頭車両基地があり、全廃（1972年3月31日）になるまで町内を市電が走っていた。
現在は鉄道路線はない。以前に神奈川新町駅から横浜駅・滝頭を通り屏風浦駅を結ぶ横浜市営地下鉄2号線の計画があったが中止となった。
滝頭と市電保存館前の両停留所は横浜市営バス滝頭営業所に隣接していることから、横浜駅・関内・磯子駅・上大岡駅などへの複数の路線が集まる。一丁目方面へは、根岸駅から脳卒中・神経脊椎センター循環バスが利用できる。

## 施設
- 横浜市立脳卒中・神経脊椎センター（旧・脳血管医療センター）
- 滝頭地域ケアプラザ
- 横浜市職員会館たきがしら会館
- 横浜市電保存館
- 横浜滝頭郵便局
- 滝頭保育園
- 東滝頭保育園
- 滝頭第一自治会会館
- 滝頭地区会館
- 密蔵院（明王寺） - 高野山真言宗の寺院。山号は瀧頭山。
- 滝頭コミュニティーハウス

### かつて存在した施設
- 万治病院 - 伝染病患者隔離病院。1991年3月、廃院[17]。跡地に横浜市立脳卒中・神経脊椎センターが建てられた。
- 横浜市衛生研究所 - 2014年(平成26年)12月、金沢区富岡東に移転。
- 横浜市環境科学研究所（旧・横浜市公害研究所） - 2015年(平成27年)4月、神奈川区恵比須町に移転。
  - 上記3施設の跡地は脳卒中・神経脊椎センターとなっている。
- 滝頭市場 - 2007年(平成19年)4月、放火により焼失し[29]、再建を断念し廃止となった[30]。
- 横浜市磯子区医師会 磯子区休日急患診療所 - 2018年(平成30年)4月、磯子1丁目に移転。
- 横浜隣接屠場[31]

## 店舗
- 横浜信用金庫 根岸橋支店
- ファミリーマート 滝頭3丁目店
- クリエイトSD 滝頭2丁目店

## 滝頭（横浜市）に縁のある著名人
- 美空ひばり（歌手）- 出身地
- 飛鳥田一雄（政治家）- 出身地

## その他

### 日本郵便
- 郵便番号 : 235-0012[3]（集配局：磯子郵便局[32]）

### 警察
町内の警察の管轄区域は以下の通りである。
| 丁目       | 番・番地等 | 警察署     | 交番・駐在所 |
| ---------- | ---------- | ---------- | ------------ |
| 滝頭一丁目 | 全域       | 磯子警察署 | 丸山交番     |
| 滝頭二丁目 | 全域       | 磯子警察署 | 丸山交番     |
| 滝頭三丁目 | 全域       | 磯子警察署 | 丸山交番     |

## 参考資料
- 『県別マップル14 神奈川県道路地図』昭文社、2016年、19頁。ISBN 978-4-398-62683-7。
- 『角川日本地名大辞典 14 神奈川県』角川書店、1984年6月8日、560,963頁頁。
- 『横浜の町名』横浜市市民局総務部住居表示課発行、1996年12月、91頁。
- 『新編武蔵風土記稿』内務省地理局、1884年6月。
  - 「瀧頭村」『新編武蔵風土記稿』 巻ノ78久良岐郡ノ6。NDLJP:763986/39。
  - 「瀧頭村 小名 玄蕃屋敷」『新編武蔵風土記稿』 巻ノ78久良岐郡ノ6。NDLJP:763986/40。
  - 「瀧頭村 小名 竜頭塚」『新編武蔵風土記稿』 巻ノ78久良岐郡ノ6。NDLJP:763986/40。
- 神奈川県農会編『神奈川県農業視察便覧』神奈川県農会、1929年。
- “横浜市町区域要覧” (PDF).   横浜市市民局 (2016年6月). 2022年9月6日閲覧。